# Michel Darluc
Michel Darluc est un médecin et un naturaliste français, né le 28 septembre 1717 à Grimaud (Var) et mort le 18 octobre 1783 à Aix-en-Provence (Bouches-du-Rhône).

## Biographie
Très jeune il fut attaché comme secrétaire à un prince allemand qu'il accompagne dans ses voyages durant plusieurs années en Allemagne, en Italie et en Espagne. Il étudie la médecine à Barcelone durant deux ans et vient étudier à Aix-en-Provence l'anatomie et la botanique sous la direction du célèbre Lieutaud, neveu de Garidel. Il va à Paris suivre les leçons de chimie de Guillaume-François Rouelle (1703-1770) avant de s’installer à Callian. Ses succès l'ayant bientôt fait remarquer, il est alors nommé professeur de botanique à l’université d’Aix, à son insu et grâce à Gibelin son confrère à l'académie de Marseille. Il fonde le jardin botanique d'Aix qui s'étendait sur une partie du cours St-Louis.
Il parcourt la Provence, s'intéressant à toute l'histoire naturelle, recueillant les informations nécessaires à son livre Histoire naturelle de la Provence, n'hésitant pas à descendre dans les mines de charbon de Fuveau et Gardanne. Les deux premiers tomes paraissent en 1782 et 1784. Devenu complètement aveugle, il meurt en 1783 sans avoir pu terminer le troisième tome. Son ami Gibelin se charge de revoir le manuscrit et le fait publier en 1786. L'auteur adopte pour son exposé la division des diocèses qui, selon lui, a été faite par la nature elle-même, ce qui n'est pas le cas des vigueries établies uniquement pour la comptabilité. Il donne une description de l'ensemble de l'histoire naturelle (géologie, ornithologie, botanique...), des activités économiques (agriculture, pêche, mines...) et de l'économie domestique. 
En matière d’ornithologie, il décrit environ 120 espèces avec leur nom scientifique, puis en français et en provençal. Son travail constitue le premier ouvrage décrivant une avifaune régionale en France.
Il décrit également les mammifères de Provence, sauvages ou domestiques.
Sur e plan social, il critique le manque d'hygiène des fermes où les fumiers sont entreposés contre les habitations et s'alarme de la mortalité infantile.
Dans le domaine de la botanique, il rend hommage à l'apport de Carl von Linné (1707-1778) : « ceux qui voudront faire de plus grands progrès en botanique doivent étudier le système du célèbre Linné » (tome I, p. 67). À propos de la mandragore à laquelle on attachait autrefois des vertus magiques, il nous dit que « la philosophie moderne nous a guéris de toutes ces erreurs humiliantes pour l'esprit humain » et reconnaît que certaines pratiques ont toujours lieu et notamment l'utilisation d'un onguent composé de jusquiame, de morelle et de mandragore dont se servent des bonnes femmes qui croient à la magie (tome II p. 291/2). En effet ces Solanacées contiennent des alcaloïdes (hyoscyamine, atropine et scopolamine) encore utilisés en pharmacie et ont provoqué de nombreux accidents dans le passé.
On peut constater que les problèmes de feu de forêt dans la région méditerranéenne étaient déjà réels : « on défriche les coteaux et on les met en valeur ; on fait pour cela des abattis de pins et de cistes que l'on brûle sur le sol pour semer tout de suite après les premières pluies d'automne. Cette pratique amène des incendies funestes que les vents propagent au loin... » (tome III p. 281-282).

## Publications
Il fait notamment paraître les ouvrages suivants :
- Traité des eaux minérales de Gréoulx en Provence (Aix, 1777),
- Histoire naturelle de la Provence, contenant ce qu’il y a de plus remarquable dans les règnes végétal, minéral, animal, et la partie géoponique en trois volumes (J.-J. Niel, Avignon, 1782-1786)
- Divers articles médicaux dans le Journal de médecine.
- Alain Collomp, Un médecin des Lumières. Michel Darluc, naturalise provençal, Presses universitaires de Rennes, 2011.